# Мала Весь (Мінський повіт)
Мала Весь (пол. Mała Wieś) — село в Польщі, у гміні Мрози Мінського повіту Мазовецького воєводства.
Населення — 436 осіб (2011).
У 1975-1998 роках село належало до Седлецького воєводства.

## Демографія
Демографічна структура станом на 31 березня 2011 року:
|          | Загалом | Допрацездатний вік | Працездатний вік | Постпрацездатний вік |
| -------- | ------- | ------------------ | ---------------- | -------------------- |
| Чоловіки | 221     | 32                 | 162              | 27                   |
| Жінки    | 215     | 47                 | 111              | 57                   |
| Разом    | 436     | 79                 | 273              | 84                   |